# 56 Гидры
56 Гидры (лат. 56 Hydrae), HD 130259 — двойная звезда в созвездии Гидры на расстоянии приблизительно 298 световых лет (около 91,2 парсек) от Солнца. Видимая звёздная величина звезды — +5,237m.

## Характеристики
Первый компонент — жёлто-оранжевый гигант спектрального класса G5, или G8-K0III. Масса — около 2,798 солнечной, радиус — около 10,08 солнечного, светимость — около 64,494 солнечной. Эффективная температура — около 4875 K.
Второй компонент — коричневый карлик. Масса — около 45,63 юпитерианской. Удалён в среднем на 2,137 а.е..